# Optics Express
Optics Express (skrót: Opt Express) – amerykańskie czasopismo naukowe publikujące artykuły z obszaru optyki i fotoniki; wydawane od 1997 roku. Dwutygodnik.
Czasopismo należy do rodziny periodyków wydawanych przez The Optical Society (OSA). „Optics Express" jest recenzowane i ukazuje się tylko w formie elektronicznej, w otwartym dostępie. Tematyka publikacji obejmuje wszelkie aspekty optyki i fotoniki. Artykuły publikowane są na bieżąco online oraz w codwutygodniowym cyklu wydawniczym (specjalnością czasopisma jest szybki proces publikacyjny). W specjalnej sekcji Energy Express publikowane są prace dotyczące badań w dziedzinie nauki o świetle i inżynierii światła w kontekście wpływu na środowisko, zielone technologie i rozwój energii zrównoważonej.
Pismo ma współczynnik wpływu impact factor (IF) wynoszący 3,561 (2018). W międzynarodowym rankingu SCImago Journal Rank (SJR), mierzącym znaczenie poszczególnych czasopism naukowych, „Optics Express” zostało w 2018 roku sklasyfikowane na 20. miejscu wśród czasopism z kategorii: fizyka atomowa i molekularna oraz optyka. 
W polskich wykazach czasopism punktowanych przez Ministerstwo Nauki i Szkolnictwa Wyższego publikacja w tym czasopiśmie otrzymywała kolejno: 32 punkty (2008), 40–45 punktów (lata 2011–2017) oraz 140 punktów (2019).
Redaktorem naczelnym czasopisma jest James Leger związany z Uniwersytetem Minnesoty.